# Louise van Holthe tot Echten
Louise van Holthe tot Echten (1892-1981) foi uma pintora holandesa.

## Biografia
Van Holthe tot Echten nasceu a 26 de março de 1892 em Utrecht. Estudou com Henk Bremmer e Nicolas Eekman, e foi membro do Schilder- en teekengenootschap Kunstliefde (Utrecht). O trabalho de Van Holthe tot Echten foi incluído na exposição e venda de 1939 Onze Kunst van Heden (A Nossa Arte de Hoje) no Rijksmuseum em Amsterdão. Van Holthe tot Echten faleceu no dia 21 de novembro de 1981, em Doorn.